# Timpil
Timpil (Timpilre) est un village du Cameroun situé dans le département de la Bénoué et la région du Nord. Il fait partie de la commune de Baschéo. Timpilre se situe au sud-est de Baschéo, près de Katako.
Coordonnées: longitude 13.37° est, latitude 9.86° nord
Altitude: 542 m

## Population
Le nombre d’habitants était de 82 d’après le recensement de 2005.